# ويليام جينينغز
ويليام جينينغز (بالإنجليزية: William Jennings)‏ هو شخصية أعمال وسياسي أمريكي، ولد في 13 سبتمبر 1823 في المملكة المتحدة، وتوفي في 15 يناير 1886 بسولت ليك في الولايات المتحدة.